# Waltensburg/Vuorz
Waltensburg/Vuorz (tot 1943 officieel in het Duits Waltensburg;  Reto-Romaans: Vuorz of Uors la Foppa) is een plaats en voormalige gemeente in het Zwitserse kanton Graubünden en maakt deel uit van het district Surselva. De gemeente telde 338 inwoners (31-12-2013). Op 1 januari 2018 ging de gemeente op in de buurgemeente Breil/Brigels.
De voormalige gemeente ligt grotendeels op de linkeroever van de Voor-Rijn, met als hoogste punt de Ruchi (3107 m) op de grens met het kanton Glarus.
Tot 1943 heette de gemeente Waltensburg. In dat jaar werd de Retoromaanse vertaling Vuorz aan de gemeentenaam toegevoegd. De officiële taal is het Retoromaans, dat in 2000 door 63,4% van de bevolking als moedertaal werd gesproken. Waltensburg/Vuorz is een protestantse enclave in het overwegend rooms-katholieke Surselva.

## Waltensburg/Vuorz en omgeving.

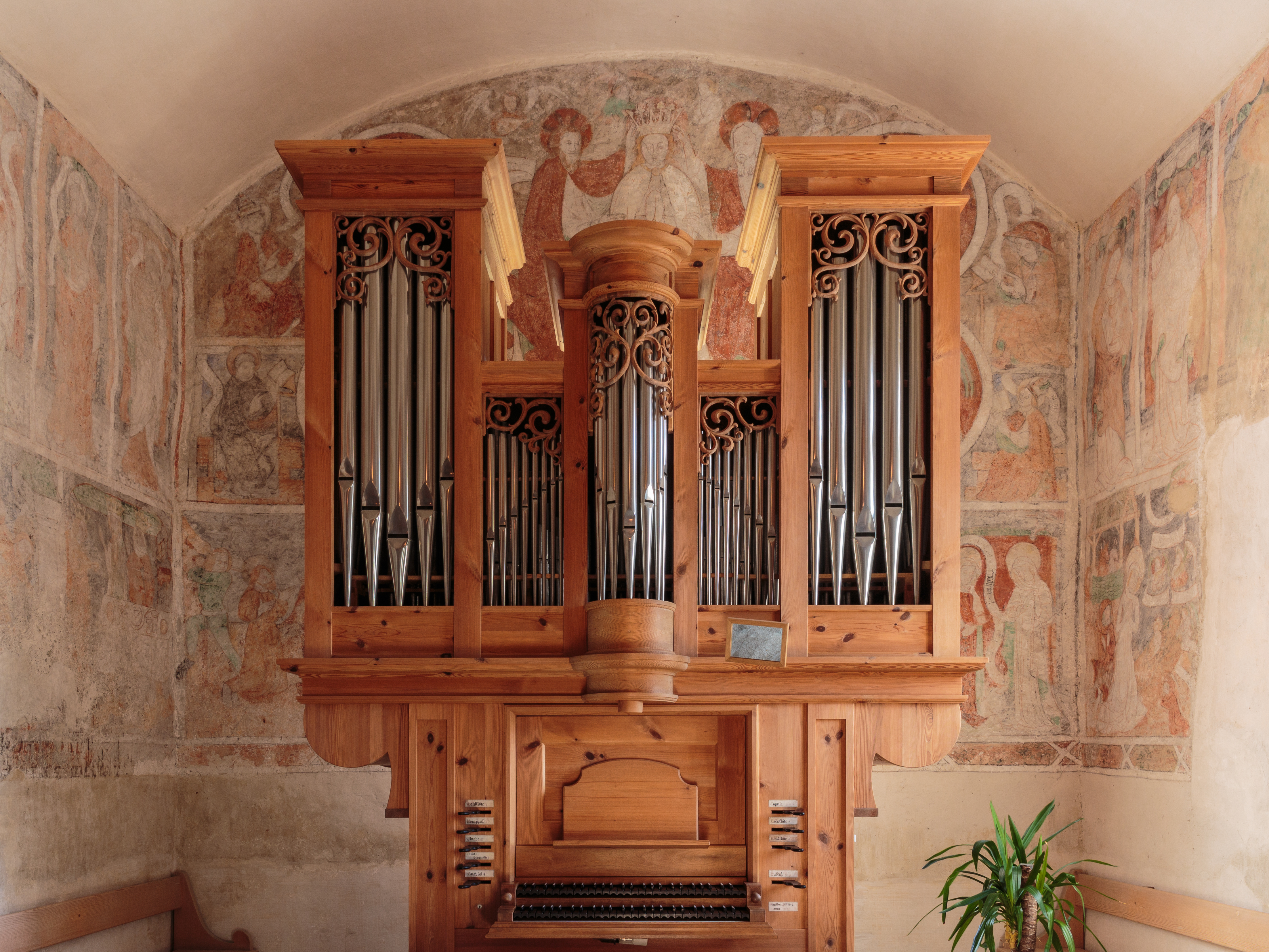
Kerkorgel in de gereformeerde kerk
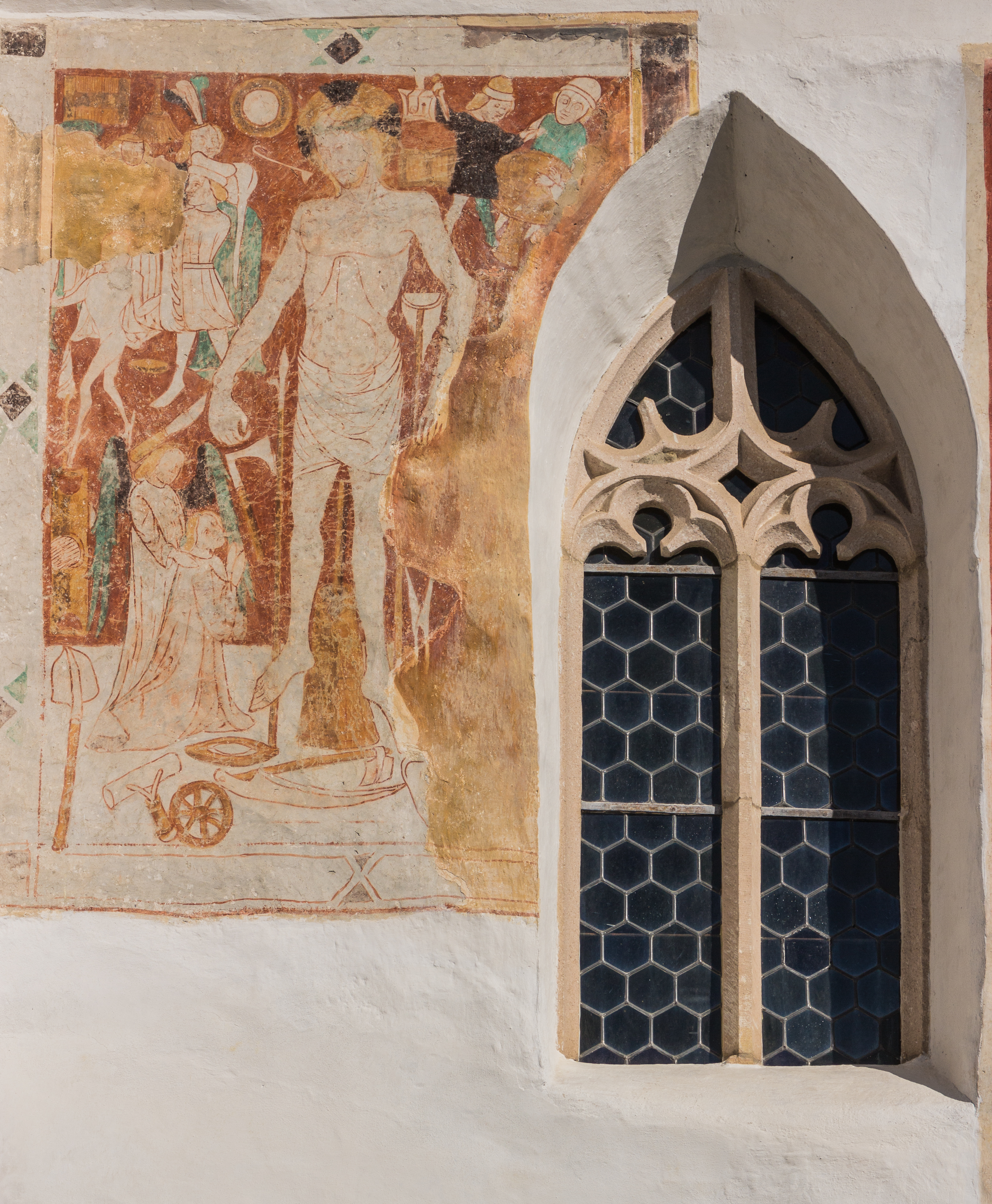
Fresco naast het raam van de kerk.
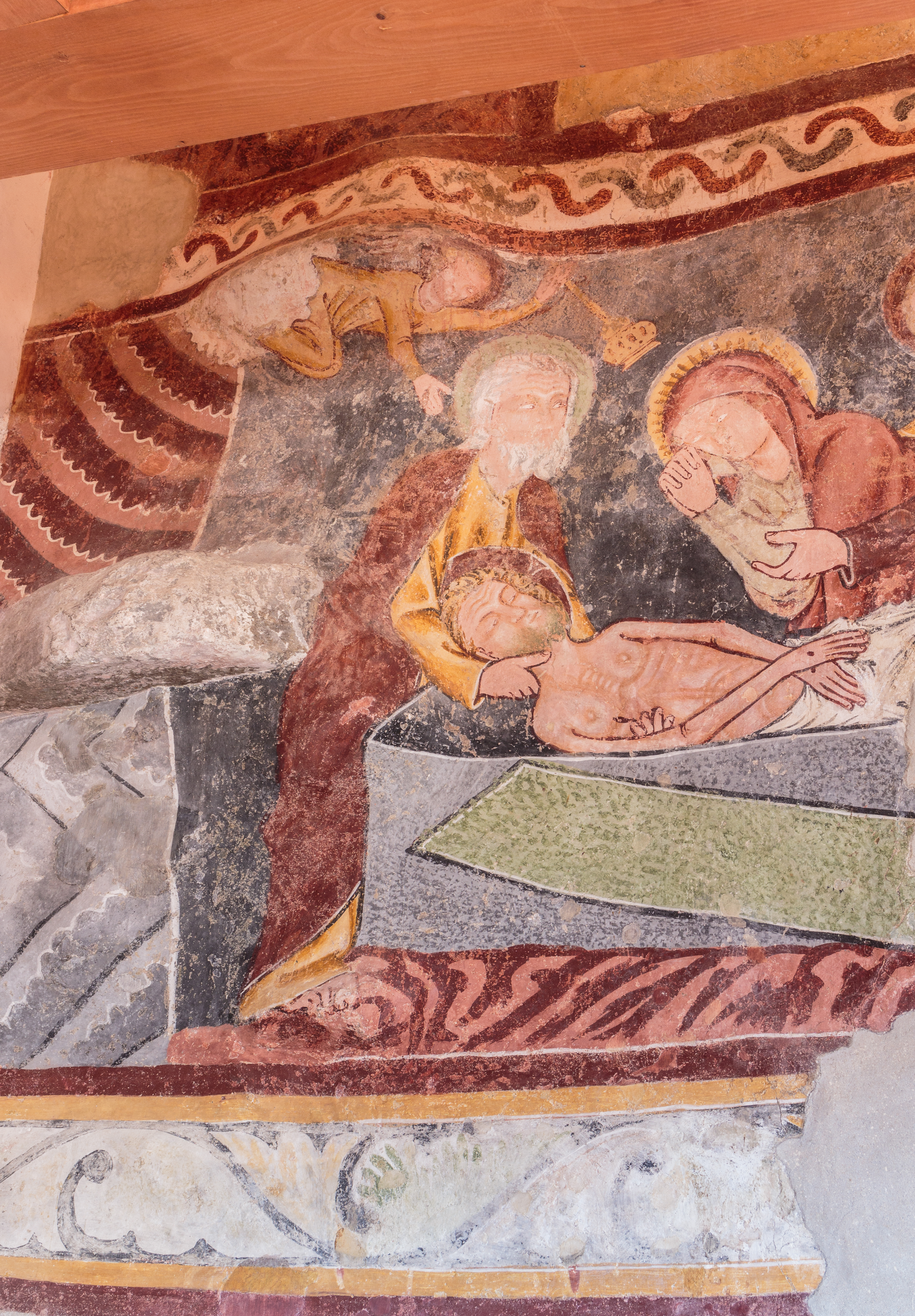
Fresco in de kerk.
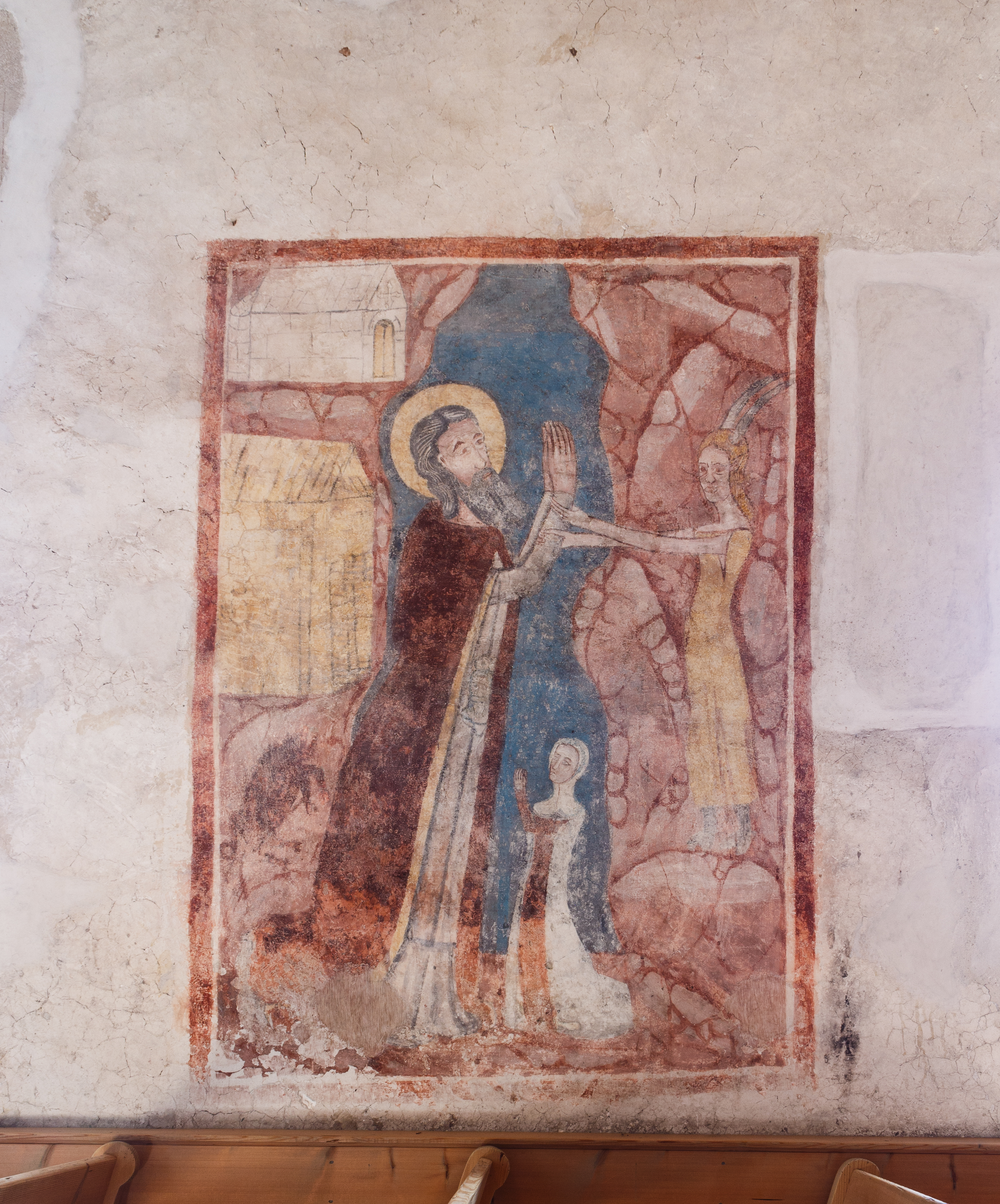
Fresco in de kerk.
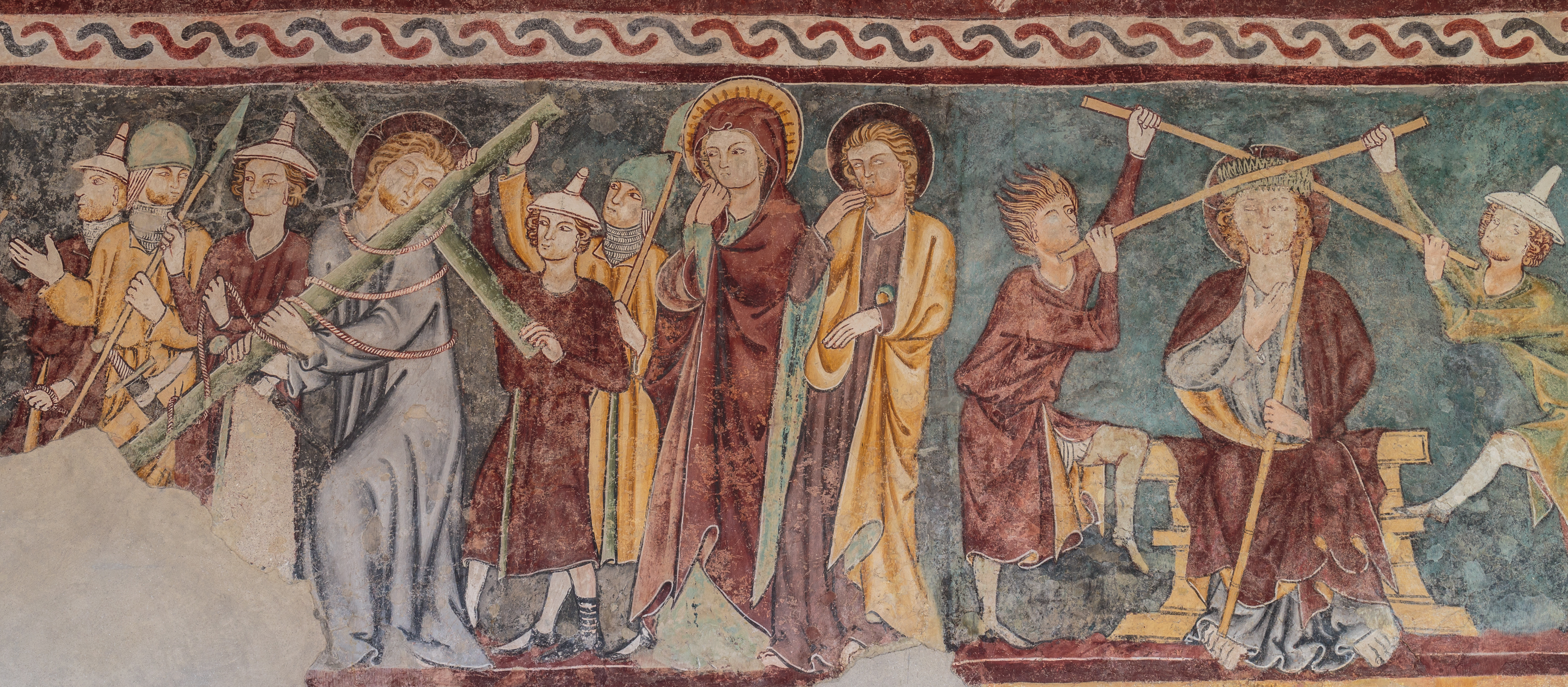
Fresco in de kerk.
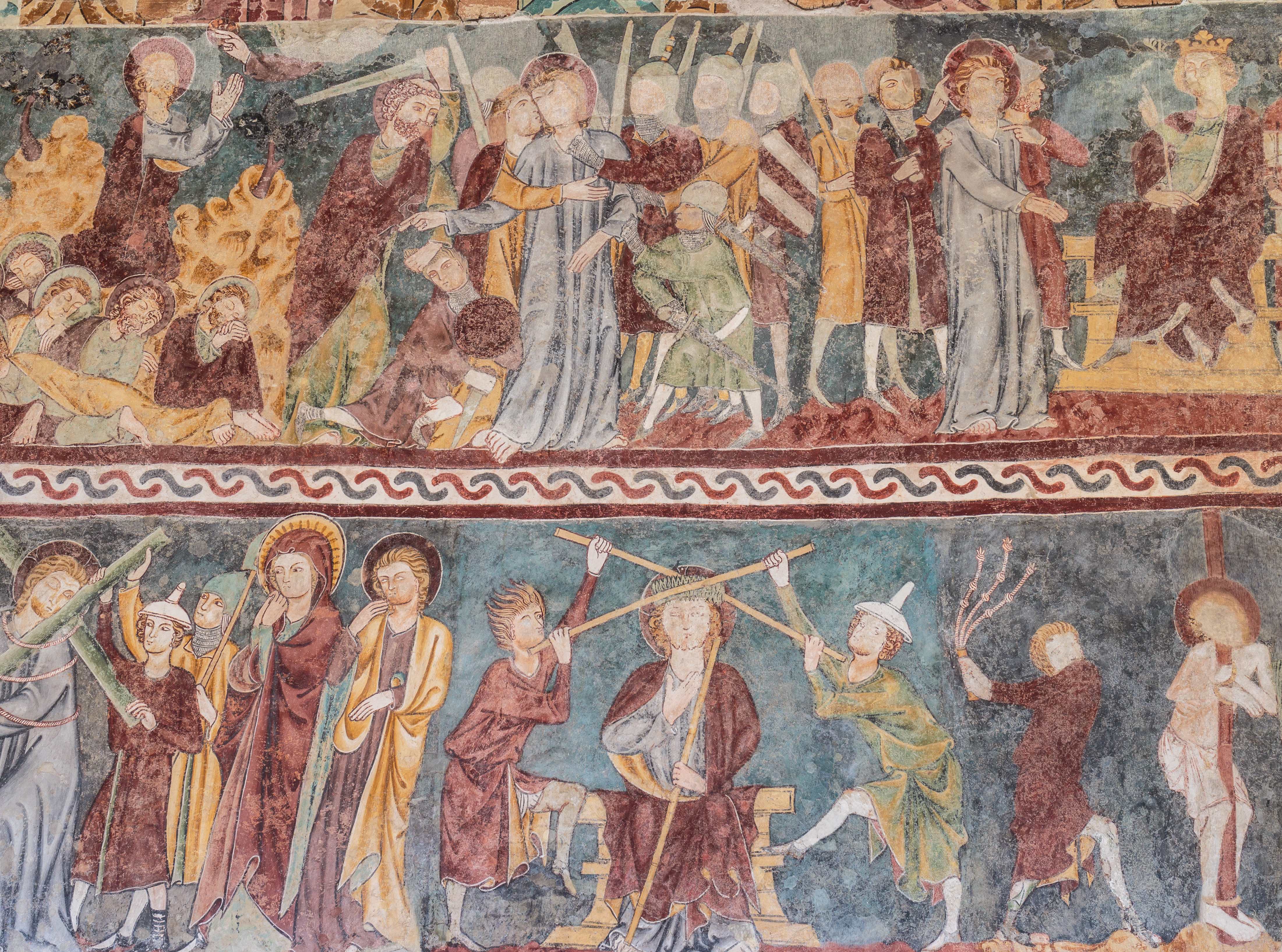
Fresco in de kerk.
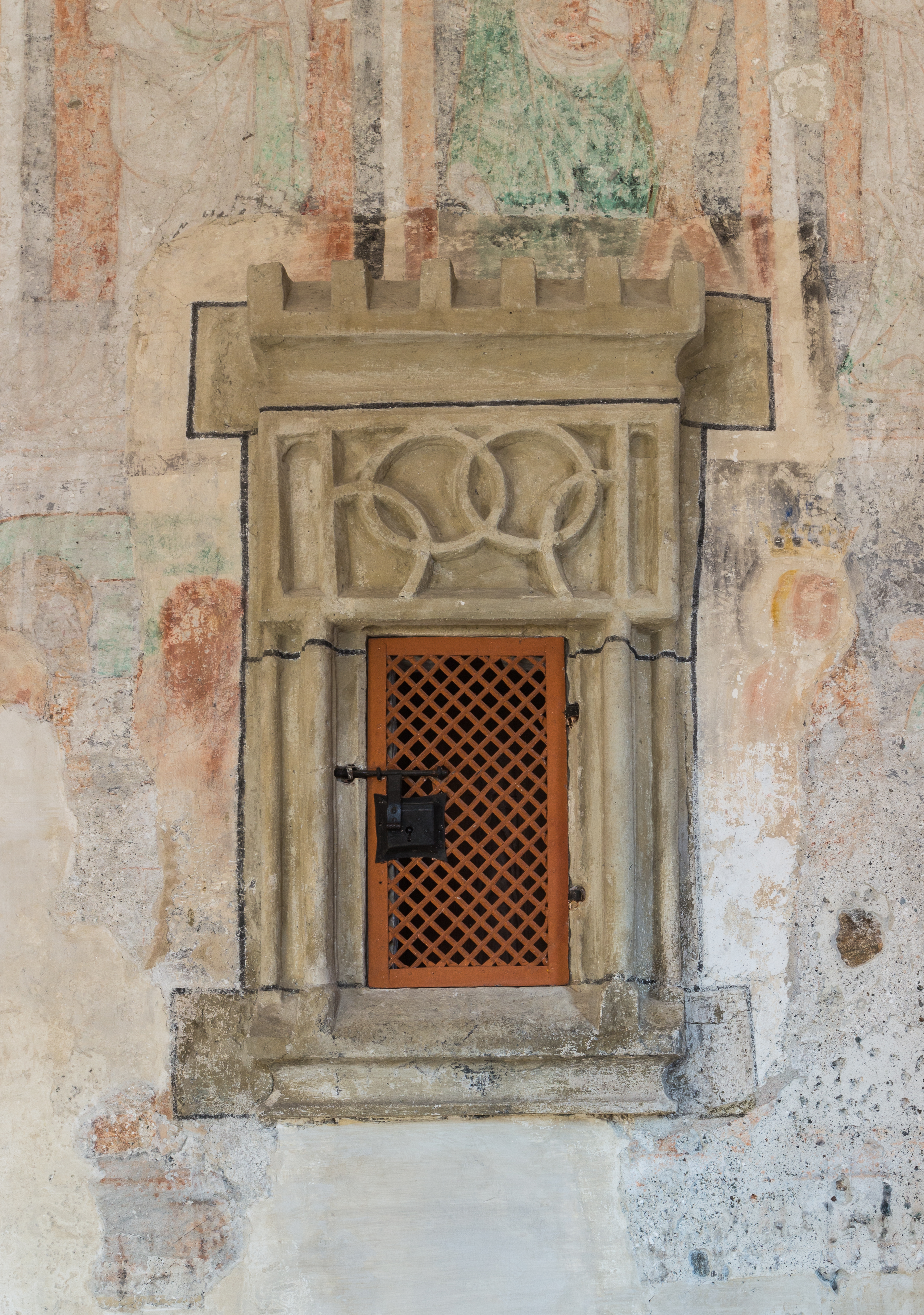
Afgeschermde nis in de kerk.
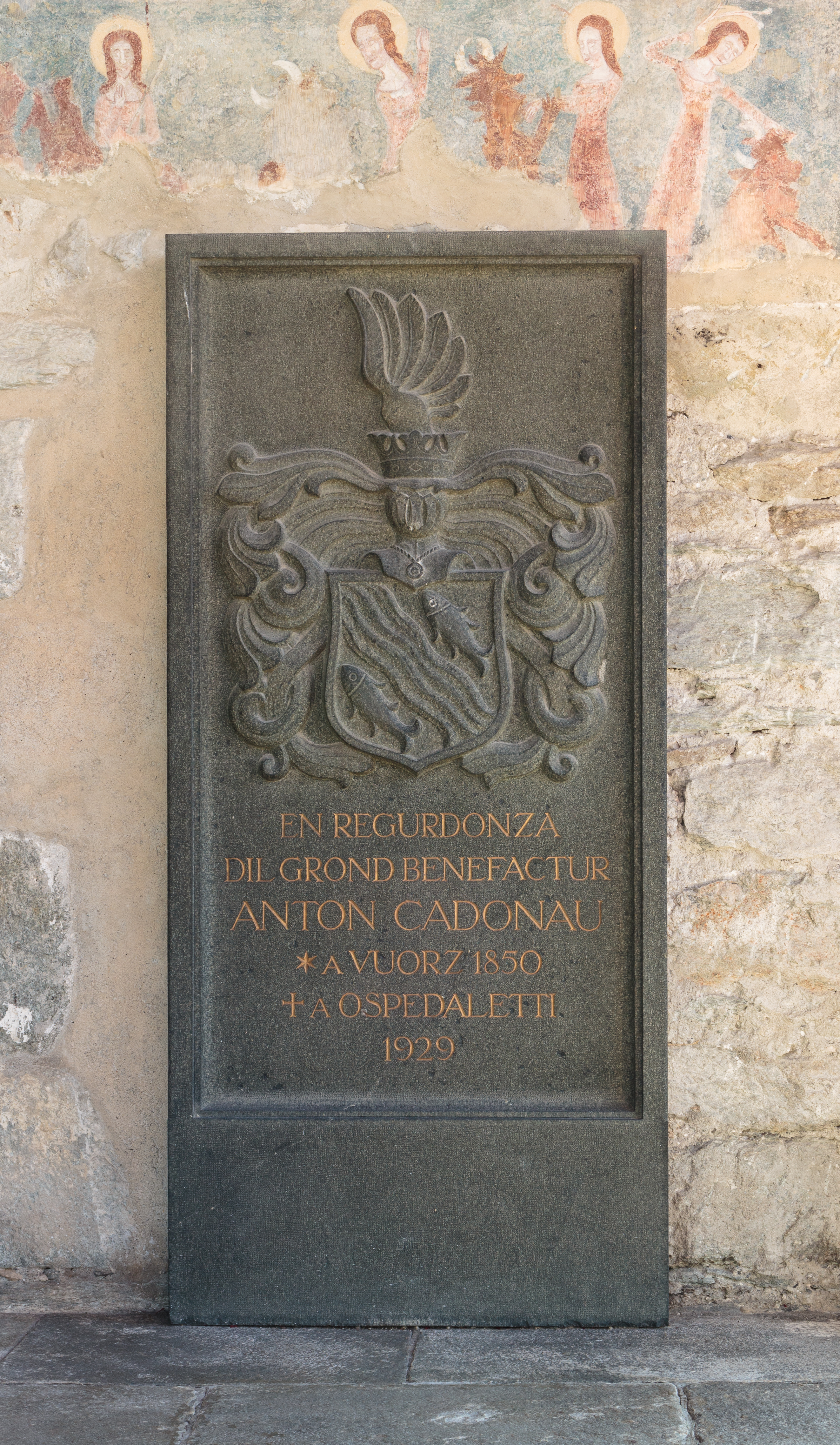
Gedenkplaat.
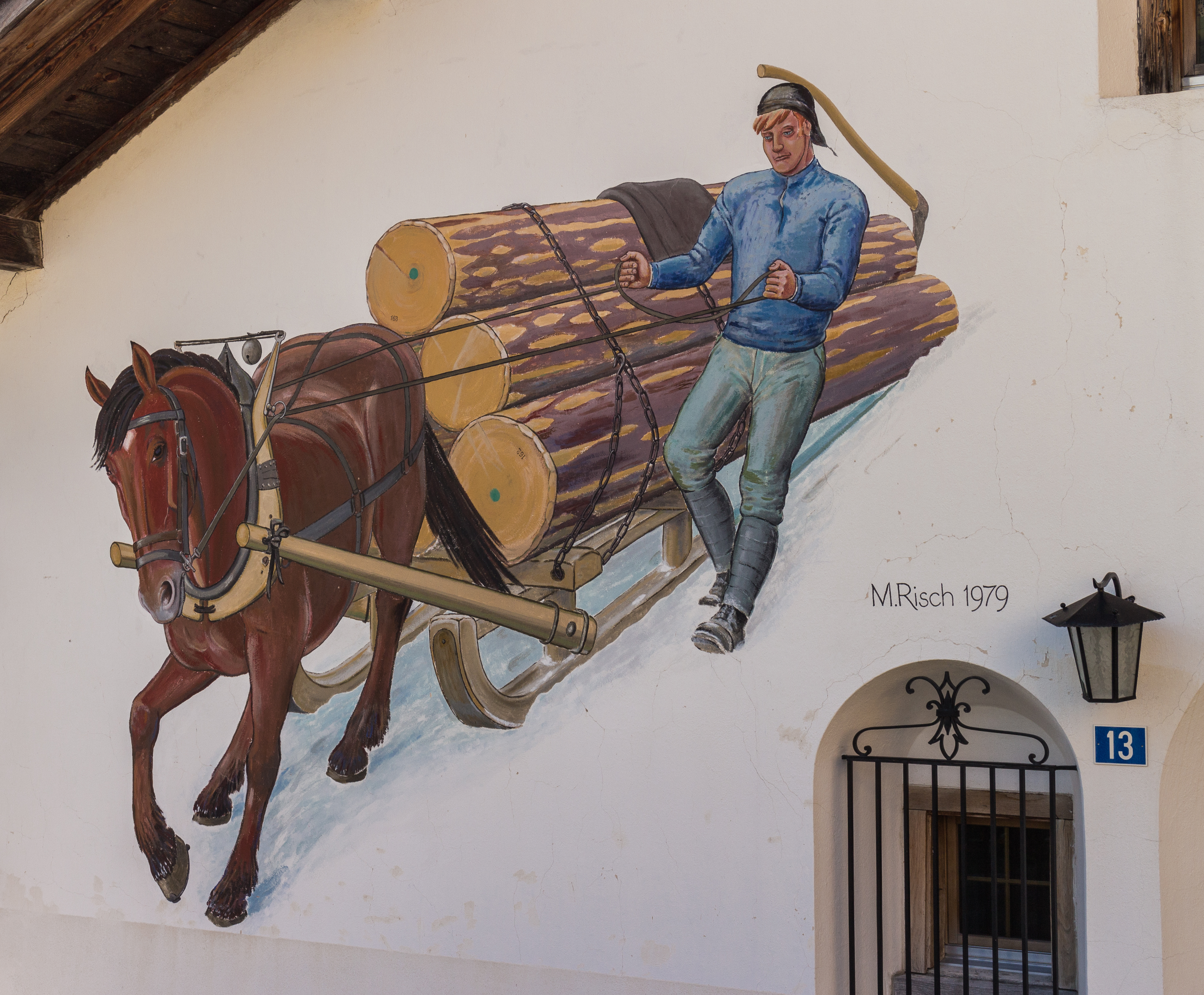
Muurschildering op een huis in Waltensburg.
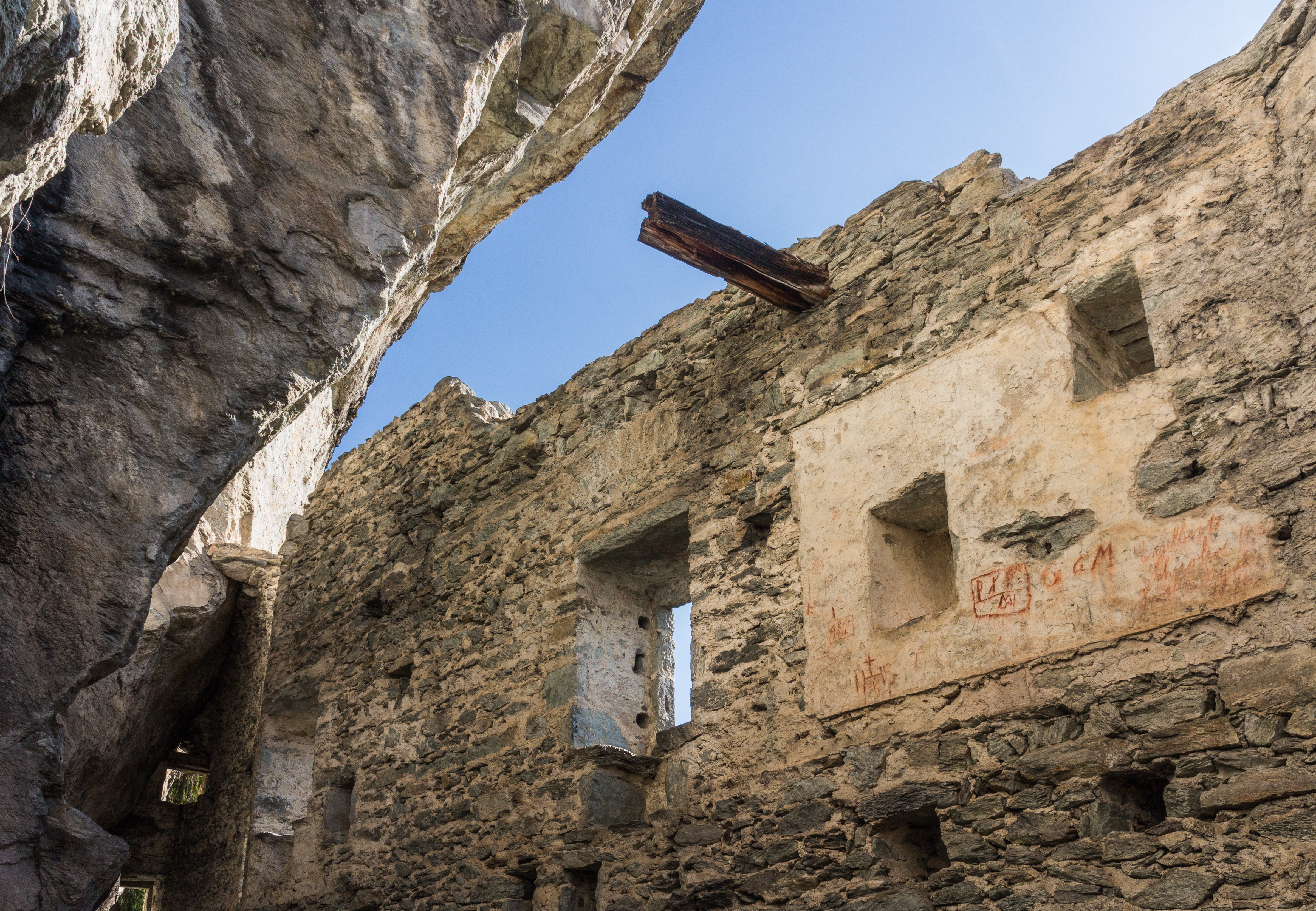
Ruïne Burg Kropfenstein (Casti Grotta).
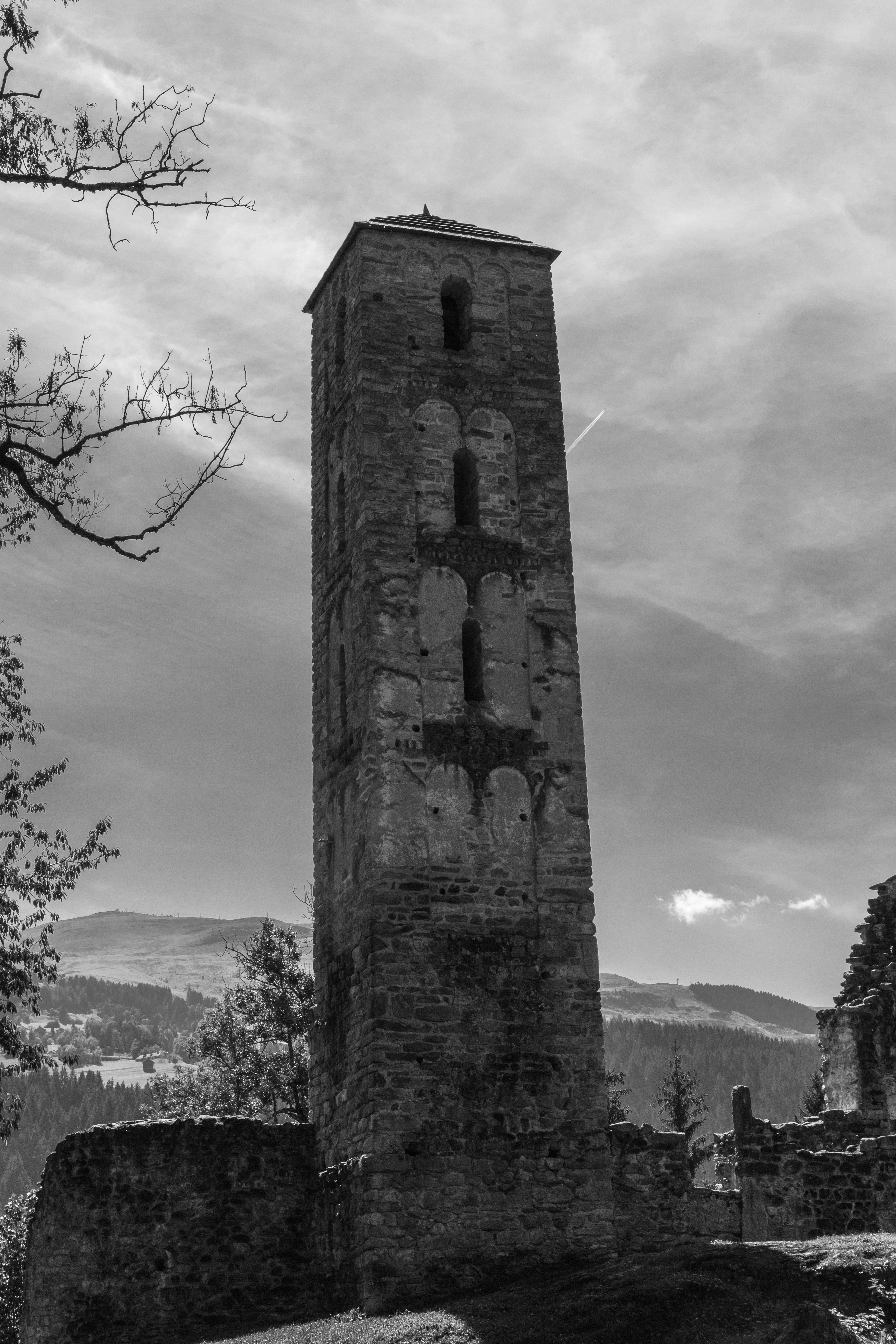
Toren bij de ruïne.
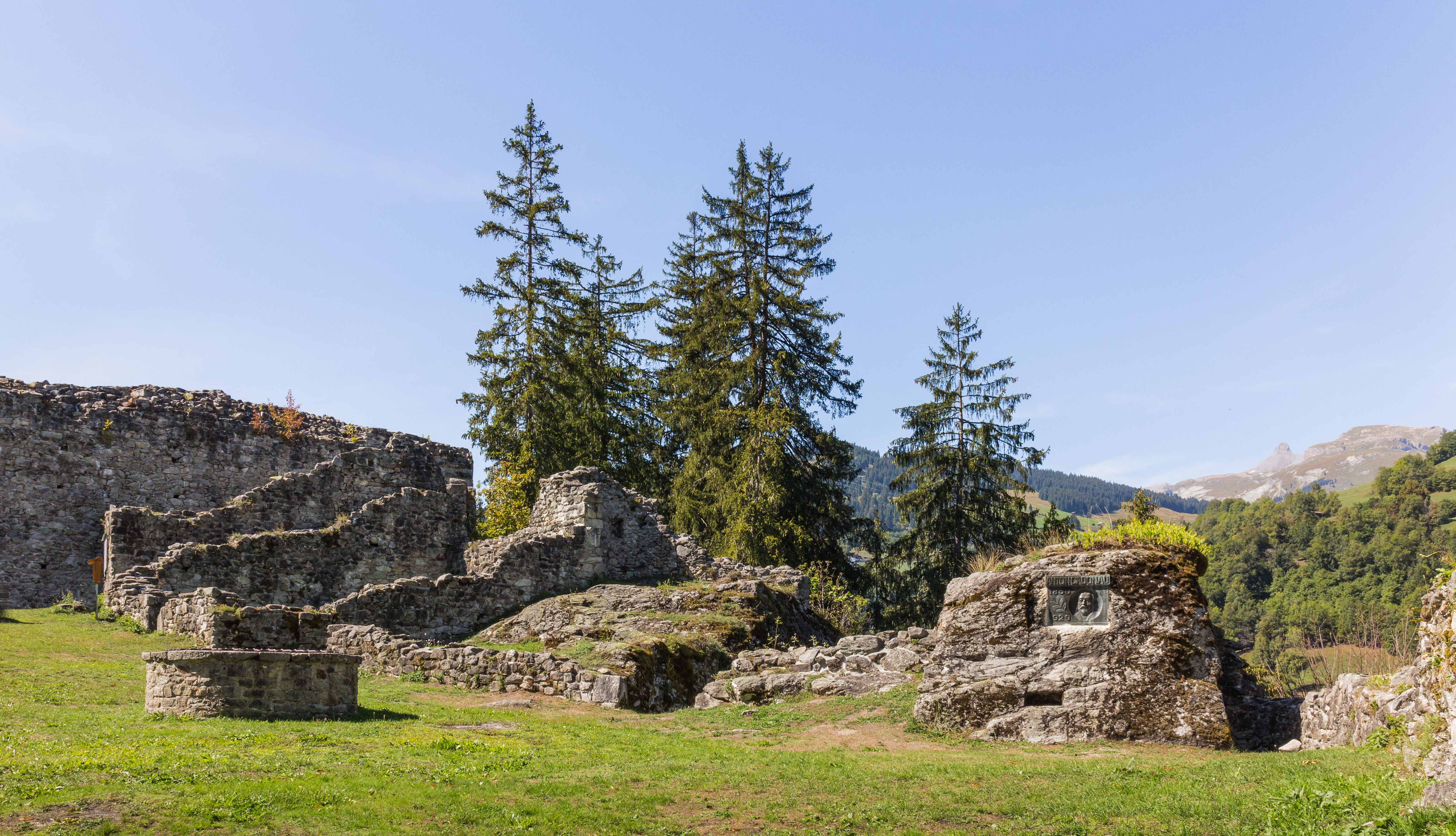
Restanten van de ruïne.
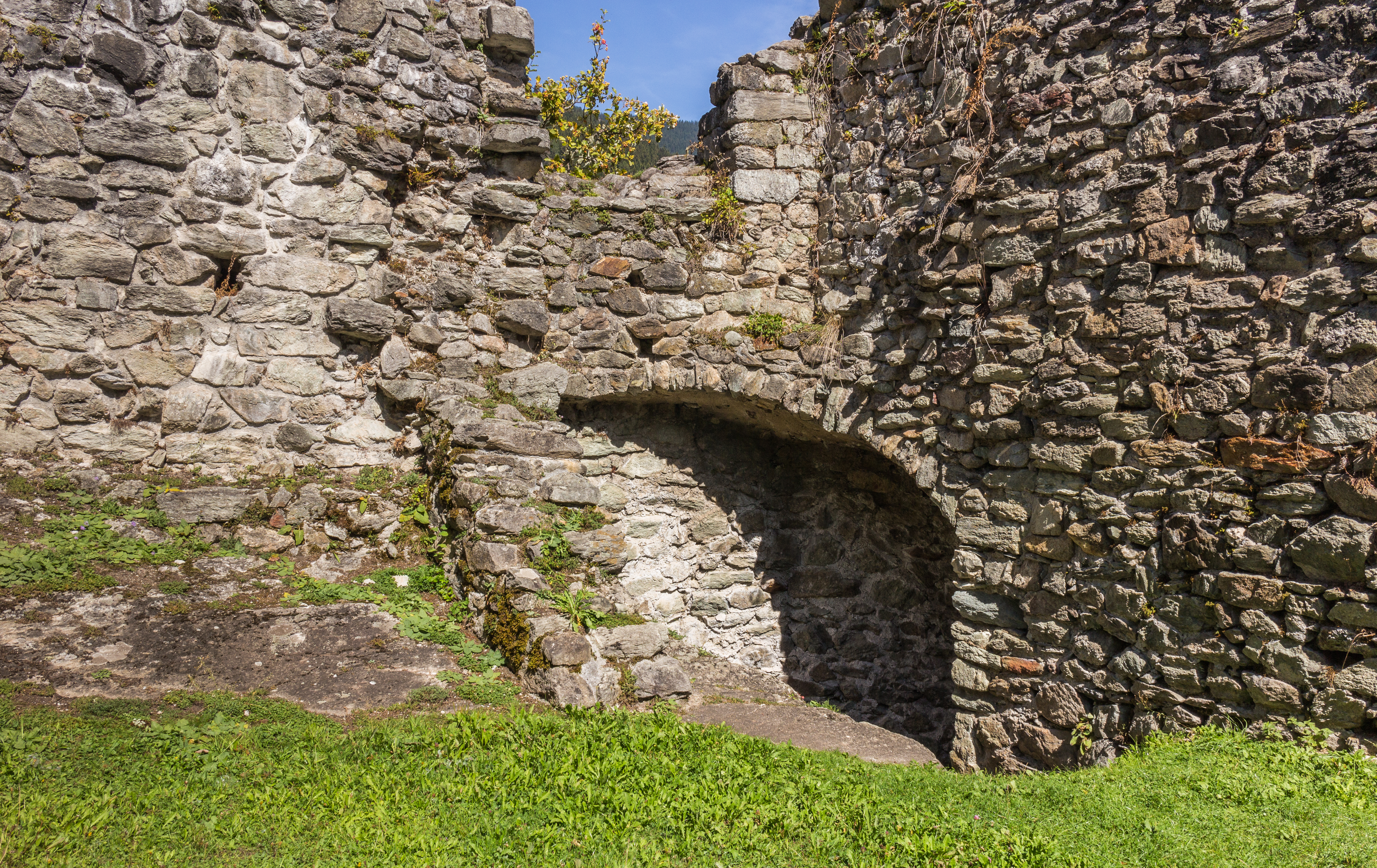
Restanten van de ruïne.
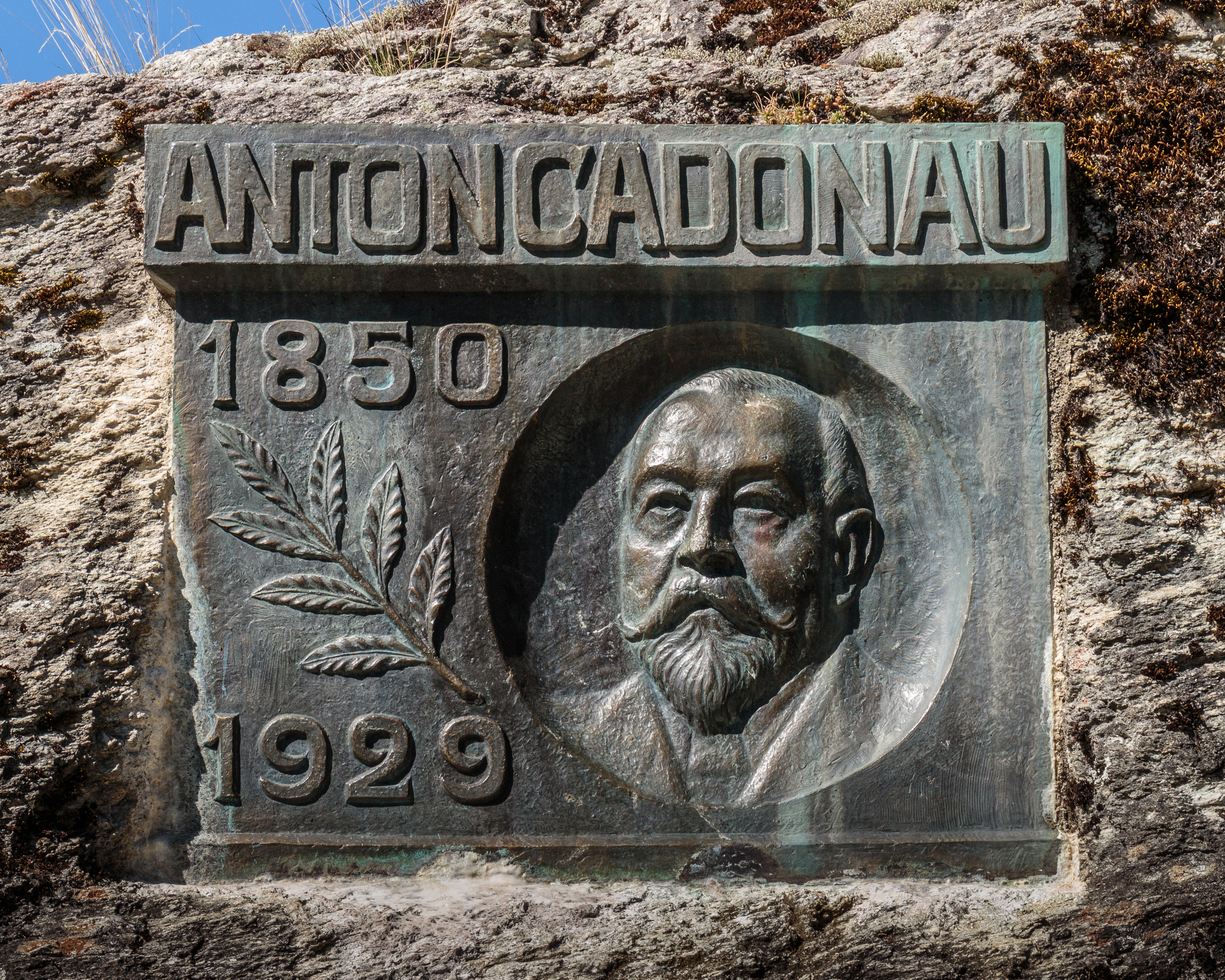
herinneringssteen.